# James Toney
James Nathaniel Toney (* 24. August 1968 in Grand Rapids (Michigan)) ist ein US-amerikanischer Profiboxer. Er ist ehemaliger Weltmeister der IBF im Mittelgewicht, Supermittelgewicht und Cruisergewicht. Gegen John Ruiz gewann er am 30. April 2005 den WBA-Weltmeistertitel im Schwergewicht, wurde jedoch nach dem Kampf positiv auf Doping getestet und der Kampf elf Tage später in „Wertungslos“ (No Decision) geändert.
1991 und 2003 wurde er jeweils vom Ring Magazine und der BWAA zum Boxer des Jahres gewählt.

## Boxstil und strittige Urteile
James Toney gilt als Defensivboxer und ist bekannt für seinen Old-School-Stil mit glatten Bewegungen, Schulterrollen (Shoulder Roll), Infighttechniken und der Fähigkeit, sich von den Seilen zu befreien. Im Laufe seiner Karriere variierte sein Kampfgewicht zwischen 157 lbs (71,2 kg) und 257 lbs (116,5 kg).
15 seiner Kämpfe endeten knapp und umstritten durch geteilte Punktentscheidung (Split decision) oder Mehrheitsentscheidung (Majority decision). Sein knapper Sieg gegen Dave Tiberi 1992 führte sogar zu einer durch den Senator William V. Roth geforderten Untersuchung. Diese ergab, dass die beiden für Toney wertenden Punktrichter keine Lizenz für den Staat New Jersey besaßen.

## Amateurkarriere
Toney bestritt 35 Amateurkämpfe, von denen er 33 gewann, davon 32 durch Knockout. Er gewann unter anderem 1983 und 1984 den Juniorenmeistertitel von West Michigan sowie 1987 die Michigan Silver Gloves. Im selben Jahr gewann er zudem die Neulings-Golden Gloves.

## Profilaufbahn
Sein Profidebüt bestritt er am 26. Oktober 1988. Er blieb bis November 1994 in 46 Kämpfen ungeschlagen, wobei er 29 vorzeitige Siege errang. Dabei schlug er unter anderem die WM-Herausforderer Ron Amundsen und Merqui Sosa.
Am 10. Mai 1991 besiegte er im Mittelgewicht überraschend als 20:1-Außenseiter den ungeschlagenen IBF-Weltmeister Michael Nunn im John O’Donnell Stadium von Davenport durch TKO in der elften Runde und verteidigte seinen Titel noch im selben Jahr gegen den Nummer 1-Herausforderer Reggie Johnson, den ehemaligen Europameister Francesco Dell’Aquila, WBA-Weltmeister Mike McCallum, Dave Tiberi, Glenn Wolfe und erneut gegen Mike McCallum, ehe er seinen Titel niederlegte um ins nächsthöhere Supermittelgewicht aufzusteigen.
Nach einem vorzeitigen Sieg gegen den auf Rang 10 der IBF-Rangliste gesetzten Doug DeWitt, gewann er am 13. Februar 1993 im Caesars Palace von Las Vegas auch in dieser Gewichtsklasse den IBF-Weltmeistertitel gegen Titelträger Iran Barkley, dessen Ringecke den Kampf nach der neunten Runde aufgab. Im Oktober 1993 verteidigte er den Titel gegen Tony Thornton, sowie 1994 gegen den unbesiegten Tim Littles und den ehemaligen IBF-Weltmeister Charles Williams. Vom Ring Magazine wurde er inzwischen auf Rang 2 der besten Boxer ungeachtet der Gewichtsklassen geführt.
Am 18. November 1994 verlor er seinen Titel durch Punkteniederlage an Roy Jones junior und stieg anschließend ins nächsthöhere Halbschwergewicht auf. Dort verlor er seinen ersten Kampf knapp nach Punkten gegen Montell Griffin. In folgenden Kämpfen besiegte er unter anderem Anthony Hembrick, verlor jedoch im Dezember 1996 einen Rückkampf gegen Montell Griffin einstimmig nach Punkten. Nach diesem Duell stieg Toney eine weitere Gewichtsklasse, ins Cruisergewicht, auf.
In seinem ersten Kampf in dieser Gewichtsklasse siegte er erneut gegen den ebenfalls ins Cruisergewicht aufgestiegenen Mike McCallum, ehe er im Mai 1997 nach Punkten an Drake Thadzi scheiterte. Anschließend setzte jedoch eine anhaltende Siegesserie ein, in der er unter anderem die ehemals erfolgreichen Amateure Ramón Garbey und Terry McGroom, sowie den zweifachen WM-Herausforderer Saul Montana schlagen konnte. Daraufhin boxte er am 26. April 2003 im Foxwoods Resort in Mashantucket um den IBF-Weltmeistertitel im Cruisergewicht gegen den ungeschlagenen Kasachen Wassili Schirow und siegte einstimmig nach Punkten, wobei er Schirow in der zwölften Runde auch am Boden hatte. Das Duell wurde von der BWAA zum Kampf des Jahres ernannt.
Toney stieg nun in die Königsklasse, das Schwergewicht auf, und gewann am 4. Oktober 2003 durch TKO in der neunten Runde gegen Evander Holyfield. Im September 2004 schlug er den unbesiegten Rydell Booker und qualifizierte sich für einen WBA-Weltmeisterschaftskampf gegen John Ruiz. Der Fight wurde am 30. April 2005 im Madison Square Garden von New York City ausgetragen, wobei Toney einstimmig nach Punkten gewann und seinen Gegner auch am Boden hatte. Toney wurde jedoch nach dem Kampf positiv auf Doping getestet, weshalb die staatliche Sportkommission von New York das Kampfergebnis elf Tage später aufhob und Ruiz am 17. Mai wieder zum WBA-Champion ernannte.
Toney besiegte noch unter anderem Dominick Guinn und Fres Oquendo, scheiterte jedoch in einem WBC-WM-Kampf im März 2006 durch ein Unentschieden an Hasim Rahman. Zudem unterlag er auch zweimal nach Punkten gegen Samuel Peter. Ein Rückkampf mit Hasim Rahman endete im Juli 2008 wertungslos, nachdem Rahman durch einen unbeabsichtigten Kopfstoß am linken Auge verletzt worden war. Einen Kampf um den Interims-WM-Titel der WBA im Cruisergewicht, verlor er am 4. November 2011 nach Punkten gegen Denis Lebedew.
Im April 2012 besiegte er Bobby Gunn, verlor jedoch im April 2013 nach Punkten gegen Lucas Browne. In den folgenden Jahren stieg er nur noch fünfmal gegen unbekanntere Gegner in den Ring, zuletzt am 13. Mai 2017.

## MMA-Karriere
James Toney gab sein MMA-Debüt am 28. August 2010 bei UFC 118. Sein Gegner war der ehemalige Champion Randy Couture. James Tony verlor durch einen Aufgabegriff (Arm Triangle) in der 1. Runde.

## Trivia
James Toney spielte in dem im Jahr 2001 von Regisseur Michael Mann gedrehten Film Ali die Rolle des Joe Frazier.